# Typhlonesticus
Typhlonesticus là một chi nhện trong họ Nesticidae.

## Các loài
- Typhlonesticus absoloni (Kratochvíl, 1933)
- Typhlonesticus gocmeni Ribera, Elverici, Kunt & Özkütük, 2014
- Typhlonesticus idriacus (Roewer, 1931)
- Typhlonesticus morisii (Brignoli, 1975)
- Typhlonesticus obcaecatus (Simon, 1907)